# Unravel (Lied)
Unravel (geschrieben in Kleinbuchstaben) ist ein Lied des japanischen Rocksängers Tōru Kitajima, welches am 23. Juli 2014 auf der gleichnamigen Single veröffentlicht wurde. Die Single erschien bei Sony Music Associated Records und stellt damit Kitajimas Major-Debütsingle dar.
Unravel ist in der Vorspannsequenz der ersten Staffel der Anime-Fernsehserie Tokyo Ghoul zu hören. Die CD-Single stieg auf Platz neun der heimischen Singlecharts ein; das Lied selbst erhielt zwischenzeitlich eine Platin-Auszeichnung von der Recording Industry Association of Japan im Download-Segment.
Das Lied wurde mehrfach gecovert, darunter von der japanischen Hard-Rock-/Heavy-Metal-Band Mary’s Blood und der J-Pop-Sängerin Ado.

## Hintergrund und Veröffentlichung
Tōru Kitajima, der als Solo-Musiker unter dem Pseudonym TK from Ling Tosite Sigure auftritt, schrieb den Liedtext, komponierte und produzierte das Lied. Die Liedproduktion fanden im Studio 4 und dem Tuppence House i’s Studio statt. Während Kitajima auch das Mixing übernahm, zeigte sich Ted Jensen im Sterling Sound Studio für das Mastering verantwortlich.
Die Haupttonart des Liedes ist G-Moll, mit der Taktart 4/4 bei einem Tempo von 135 BpM.
Am 1. Juni 2014 wurde bekanntgegeben, dass unravel in der Vorspannsequenz der ersten Staffel der Anime-Produktion Tokyo Ghoul zu hören ist. Der Mangaka Sui Ishida, welcher den Manga zeichnet und schreibt, traf erstmals auf Kitajima bei einem Konzert dessen Gruppe Ling Tosite Sigure. Nachdem Kitajima die Anfrage erhalten habe, das Opening für die Anime-Umsetzung zu schreiben, begann er zunächst den Manga zu lesen und schrieb daraufhin das Lied. Eine alternative Version des Liedes, welches ein akustisches Arrangement enthält, ist in der letzten Episode der Anime-Staffel  Tokyo Ghoul √A zu hören.
Die Single wurde am 23. Juli 2014 veröffentlicht. Diese erschien in drei unterschiedlichen Varianten. Am 20. Mai 2015 wurde eine Akustikversion des Liedes auf digitaler Ebene veröffentlicht. Diese erschien auf physischer Ebene als Coupling-Track auf der Single-Veröffentlichung Signal, die im September 2016 herausgegeben wurde.

## Musikvideos
Am 8. Juli 2014 wurde ein Musikvideo zu der gekürzten Fassung des Liedes auf der Videoplattform YouTube veröffentlicht, bei dem Shuichi Bamba Regie führte. Das Musikvideo zum kompletten Lied erschien am 23. Juli des Jahres 2020. Einen Tag später erschien ein Video auf dem YouTube-Kanal The First Take, in welchem TK eine Akustikversion des Liedes vorträgt.

## Mitwirkende
Die Namen der mitwirkenden Musiker und Produzenten wurden aus dem Booklet der Single sowie von der Videogame Music Database entnommen.
| Musiker - TK from Ling Tosite Sigure – Gesang (1, 2), E-Gitarre (1–4) - Bobo – Schlagzeug (1, 3) - Hidekazu Hinata – E-Bass (1–4) - Mamiko Hirai – Piano (1–4) - Takashi Kashikura – Schlagzeug (2) - Honoka Satō – Violine (3) - Kei Sakamoto – Flöte (3) | Produktion - TK from Ling Tosite Sigure – Arranger, Produzent, Engineer (Tonaufnahme, Mixing) - Fumiaki Unehara – Engineering Assistant - Ted Jensen – Mastering - Shuichi Bamba – Regie (Musikvideo) |

## Titelliste der CD-Single
| Nr. | Titel                         | Komponisten      | Länge |
| --- | ----------------------------- | ---------------- | ----- |
| 1.  | unravel                       | TK (Musik, Text) | 4:00  |
| 2.  | Fu re te Fu re ru             | TK (Musik, Text) | 3:38  |
| 3.  | Acoustic Installation         | TK (Musik, Text) | 6:04  |
| 4.  | unravel (gekürzte TV-Fassung) | TK (Musik, Text) | 1:30  |

## Coverversionen
Das Lied wurde von mehreren japanischen Bands und Sängern gecovert, darunter von:
- Lia, einer japanischen Sängerin, die ihre Coverversion auf ihrem zweiten Coveralbum Revives II.[13]
- Yumi Matsuzawa, einer japanischen Popsängerin, die ihre Version des Liedes auf dem Album Yumi Matsuzawa AnimeSong Cover Album herausbrachte.[14]
- Mary’s Blood, einer Hard-Rock-/Heavy-Metal-Band, die ihre Coverversion auf dem Coveralbum Re>Animator veröffentlichten.[15]
- epsilonΦ, einer fiktiven Musikgruppe aus dem Argonavis-Franchise, die eine Coverversion von unravel auf dem Album Argonavis Cover Collection -Marble- veröffentlichte.[16]
- Kanako Takatsuki, einer japanischen Sängerin und Synchronsprecherin, die Coverversion des Liedes auf ihrer ersten King of Anison EP veröffentlichte.[17]
- Morfonica, einer fiktiven Rockband aus dem BanG-Dream!-Medienfranchise, die das Lied coverte und diese Version auf dem Coveralbum BanG Dream! Girls Band Party! Cover Collection Vol.7 veröffentlichte.[18]
- Sängerin Ado, die ihre Version auf ihrem Coveralbum Ado no Utattemita veröffentlichte.[19]

Daneben ist das Lied auch im Smartphone-Spiel D4DJ: Groovy Mix spielbar. Es wurde auf dem Coveralbum D4DJ Groovy Mix COVER TRACKS vol.5 veröffentlicht. N-Buna, der Produzent und Komponist von Yorushika veröffentlichte im Februar 2021 eine Remixversion des Liedes.

## Bekanntheit
Innerhalb der Anime-Community erlangte Tokyo Ghoul aufgrund seiner Darstellung, die der aufschwappenden Emo-Welle der 2000er-Jahre ähnelte, den zweifelhaften Ruf als Scherz.
Im Zuge dessen wurde unravel als Oshiete Meme und Donny’s Theme bekannt, welches auf einer dramatisch wirkenden Überreaktion des iFunny-Nutzers Donny basiert. Das Meme kam überwiegend als Antwort auf eine Überreaktion auf ein an sich kleines Problem zum Einsatz.

## Erfolg
Das Lied erreichte auf Anhieb Platz 9 in den heimischen Singlecharts von Oricon. Hierfür reichten etwas mehr als 10.000 verkaufter Tonträger innerhalb der ersten Verkaufswoche aus.
In den Billboard Japan Hot 100 erreichte unravel mit Platz sechs seine Höchstposition. Im November des Jahres 2020 wurde bekannt, dass das Lied die Marke von 100 Millionen Streams auf der Plattform Spotify überschritten habe. Die Recording Industry Association of Japan zeichnete das Lied mit einer Goldenen Schallplatte im Musikstreaming-Segment und mit Platin für 250.000 digitaler Musikverkäufe in Japan aus.
unravel wurde im Jahr 2015 auf Platz neun der besten Titellieder bei den Newtype Anime Awards gewählt.